# أولاد الجيلالي بن زليط (عين الرباح)
أولاد الجيلالي بن زليط هو دُوَّار يقع بجماعة الخزازرة، إقليم سطات، جهة الدار البيضاء سطات في المملكة المغربية. ينتمي الدوّار لمشيخة عين الرباح التي تضم 7 دواوير. يقدر عدد سكانه بـ 1005 نسمة حسب الإحصاء الرسمي للسكان والسكنى لسنة 2004.

## روابط خارجية
- البوابة الوطنية للجماعات الترابية
- المندوبية السامية للتخطيط